# Сейшал
Сейша́л (порт. Seixal; МФА: [sɐj.ˈʃaɫ]) — муніципалітет і місто в Португалії, в окрузі Сетубал. Розташований у західній частині країни, на березі Атлантичного океану, на теренах історичної португальської провінції Ештремадура. Належить до Сетубальської діоцезії Католицької церкви в Португалії. Права міського самоврядування має з 1836 року. Поділяється на 4 парафії. За адміністративним поділом, чинним до 1976 року, був складовою провінції Ештремадура. Площа муніципалітету — 95,50 км², населення муніципалітету — 158269 ос. (2011); густота населення — 1657,27 осіб/км²
. Патрон — Діва Марія. Святковий день муніципалітету — 29 червня. Поштовий індекс — 2840.  Код місцевої адміністративної одиниці — 1510. Складова статистичного регіону Лісабон.

## Географія
Сейшал розташований на заході Португалії, на північному заході округу Сетубал.
Сейшал межує на сході — з муніципалітетом Баррейру, на півдні — з муніципалітетом Сезімбра, на заході — з муніципалітетом Алмада. На півночі омивається водами річки Тежу.

## Населення
| Кількість мешканців | Кількість мешканців | Кількість мешканців | Кількість мешканців | Кількість мешканців | Кількість мешканців | Кількість мешканців | Кількість мешканців | Кількість мешканців | Кількість мешканців | Кількість мешканців | Кількість мешканців | Кількість мешканців | Кількість мешканців | Кількість мешканців |
| ------------------- | ------------------- | ------------------- | ------------------- | ------------------- | ------------------- | ------------------- | ------------------- | ------------------- | ------------------- | ------------------- | ------------------- | ------------------- | ------------------- | ------------------- |
| 1864                | 1878                | 1890                | 1900                | 1911                | 1920                | 1930                | 1940                | 1950                | 1960                | 1970                | 1981                | 1991                | 2001                | 2011                |
| 5 634               | 5 345               | 5 492               | 6 661               | 8 531               | 9 621               | 10 088              | 12 932              | 15 937              | 20 470              | 38 090              | 89 169              | 116 912             | 150 271             | 158 269             |